# 三林環球
三林環球有限公司（港交所除牌時3938.HK）是一間在香港交易所上市的公司。集團為一家綜合林木資源及木製品公司，於全球各地擁有約4,000,000公頃之林木資源。集團亦為擁有全球最大硬木膠合板製造產能之公司之一。
三林環球是在百慕達註冊，主席為CHAN Hua Eng。 三林環球在2006年的資產淨值為USD 167,428,000。
三林環球在2007年3月在香港上市，當時招股價為2.08港元。2012年1月，三林環球大股東提出以0.76港元私有化三林環球，而三林環球又計劃私有化兩間在馬來西亞上市的子公司Lingui及Glenealy。

## 外部連結
- 三林環球有限公司網址（页面存档备份，存于）
- AASTOCKS.com